# 협차

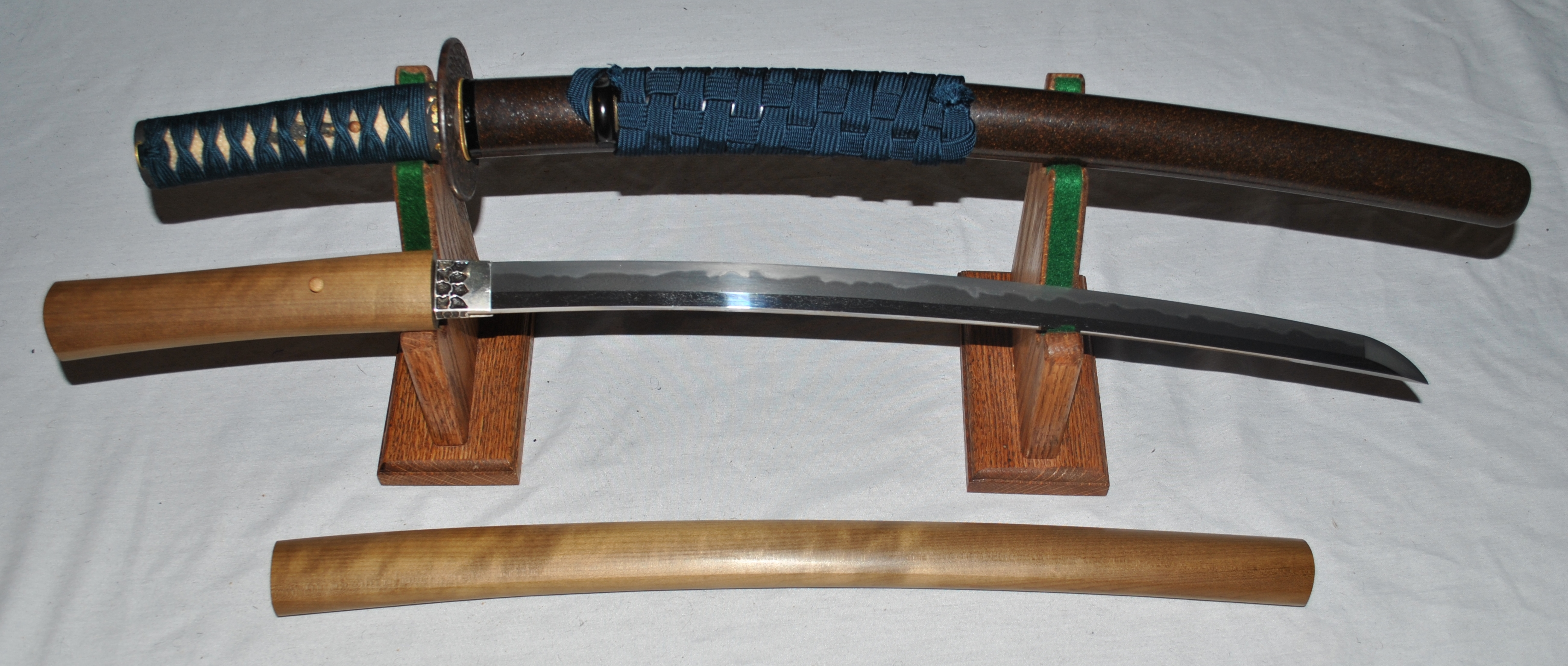
17세기 일본 에도 시대에 제작된 협차 스타일의 칼.

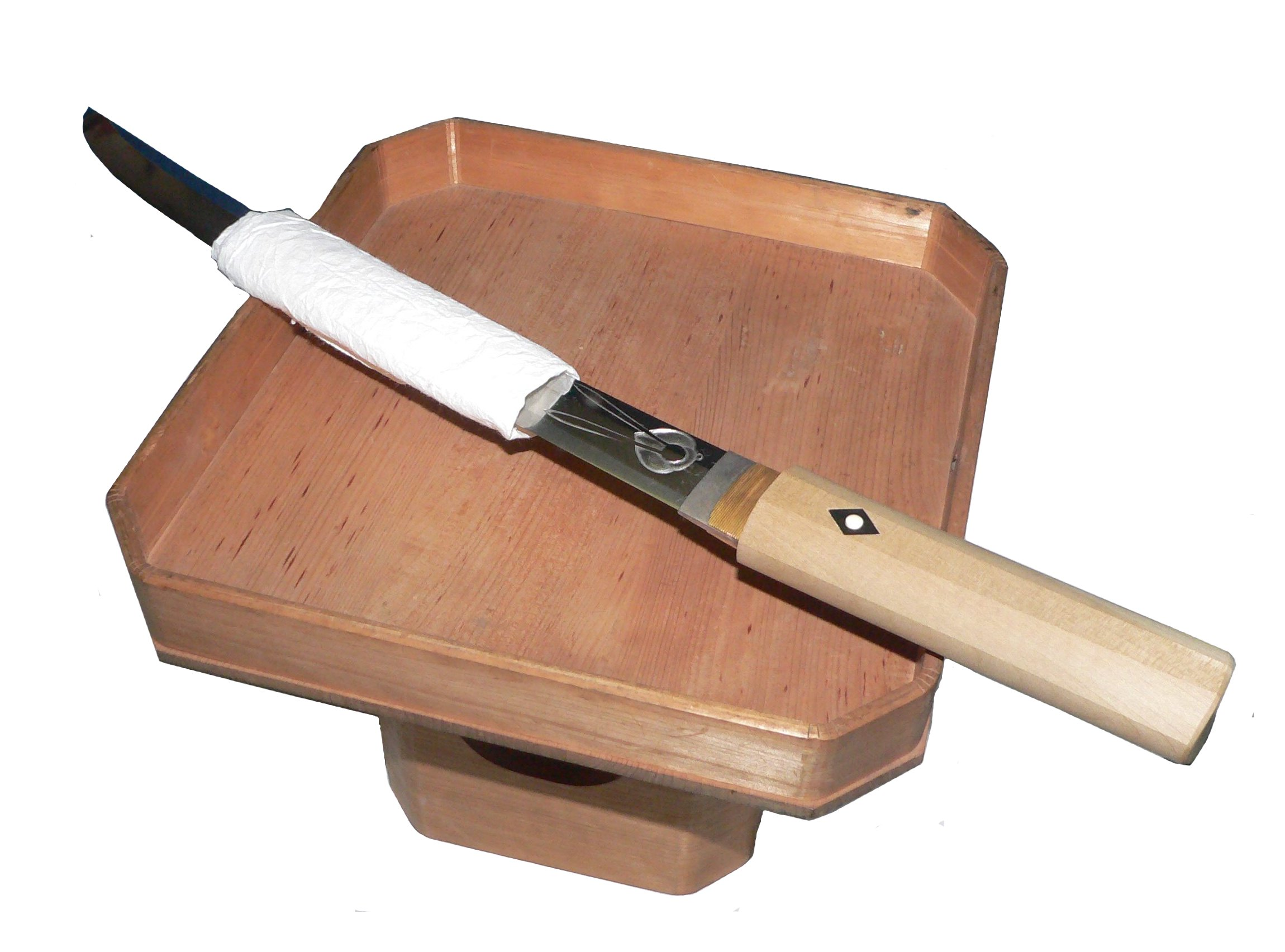
할복용 협차의 모습.

협차(일본어: 脇差 와키자시[*])는 30 ~ 60cm 사이의 칼날을 가진 전형적인 소도이다. 단도보다는 길고 타도보다는 짧다. 사무라이들은 주로 협차를 타도와 함께 차고 다녔다. 길고 짧은 칼이 한 쌍을 이뤘을 경우 다이쇼라고 불렀다. 칼날 길이는 타도와 같았던 시기도 있었지만, 에도시대에 에도시대무가제법도(江戸時代武家諸法度)라는 규정에서 대소 2자루의 칼을 차도록 하였기에, 타도 같은 대도(大刀)를 주무기인 혼자시(本差)로 장비하고, 보조무기로서 소도(小刀)인 협차를 장비하게 되어 수요가 늘게 되었다.
협차는 타도보다 다양한 형태와 크기로 만들어졌다. 일반적으로 타도보다 얇고 굴곡이 없었기 때문에 훨씬 더 공격적으로 사용되었다. 가끔 날밑(鍔)이 없는 협차도 있었다.
협차는 타도를 쓸 수 없는 상황에서 사용되었다. 건물에 들어갔을 경우, 사무라이는 자신의 칼을 뒤따르는 하인 혹은 시종에게 건네 주었다. 하인은 칼을 받아 칼자루가 왼쪽을 향하도록, 그래서 칼을 오른손으로 쉽게 뽑지 못하도록 가타나-카케라는 진열대에 걸어 놓었다. 이것은 사무라이의 오른편에 위치했기 때문에 사무라이는 자신의 칼을 쉽게 뽑을 수 없었다. 이 절차를 밟지 않으면 주인에게 의심을 받았다. 하지만 협차는 언제 어디서나 차고 다니는 것이 허용되었다. 마치 현대인의 권총과 같은 존재였다. 어떤 사무라이는 베개밑에 협차를 넣어 밤중의 야습에 대비하기도 했다. 전국시대 초기에는 단도를 협차 대신 차고 다니기도 했다. 특별히 강한 미야모토 무사시 같은 무사들은 왼손에 협차, 오른손에 타도를 들고 이도류를 행하기도 했다. 이것은 공격력을 극대화시켜 주었다. 일반적인 생각과는 반대로, 협차는 할복에 주로 사용되지 않았다. 할복은 단도의 몫이었다.

## 픽션에서의 협차
- 파이널 판타지 10에서 요짐보.
- 사무라이 참프루에서 세 명의 주인공.
- 오버워치의 겐지

## 같이 보기
- 가타나
- 코다치
- 탄토
- 타치
- 츠루기
- 사야
- 쇼토
- 노다치